# Премия Гравемайера (музыка)
Премия Гравемайера (англ. Grawemeyer Award for Music Composition) — награда, присуждаемая с 1985 года Луисвиллским университетом и Фондом Гравемайера за выдающиеся достижения в области сочинения академической музыки. Учреждена выпускником университета, предпринимателем и меценатом Чарльзом Гравемайером; в дальнейшем премия Гравемайера приобрела и ряд других номинаций. Правом номинирования обладают исполнители, музыкальные критики, издатели и педагоги, а также музыкальные организации.
Особенностью премии является трёхступенчатая процедура отбора. На первом этапе (обычно на соискание премии подаётся 150—200 произведений) отбор осуществляет коллектив музыкального факультета Луисвиллского университета, на втором — международное жюри из экспертов-профессионалов, на третьем же итоговое решение принимается советом, состоящим из квалифицированных ценителей музыки, не являющихся музыкантами-профессионалами; этот третий этап был придуман самим Гравемайером, полагавшим, что новые идеи в музыке должны быть доступны и интересны не только профессиональной среде.

## Лауреаты
| Год  | Лауреат              | Композиция                                                                  |
| ---- | -------------------- | --------------------------------------------------------------------------- |
| 1985 | Витольд Лютославский | Симфония № 3 (1973—1983)                                                    |
| 1986 | Дьёрдь Лигети        | Этюды для фортепиано (1985)                                                 |
| 1987 | Харрисон Бёртуистл   | Опера «Маска Орфея» (1984)                                                  |
| 1988 | не присуждалась      | не присуждалась                                                             |
| 1989 | Чинари Унг           | «Внутренние голоса» для оркестра (1986)                                     |
| 1990 | Джоан Тауэр          | «Серебряные лестницы» для оркестра (1986)                                   |
| 1991 | Джон Корильяно       | Симфония № 1 (1991)                                                         |
| 1992 | Кшиштоф Пендерецкий  | Адажио для большого оркестра (1989)                                         |
| 1993 | Карел Гуса           | Концерт для виолончели с оркестром (1988)                                   |
| 1994 | Тору Такэмицу        | Fantasma/Cantos для кларнета с оркестром (1991)                             |
| 1995 | Джон Адамс           | Концерт для скрипки с оркестром (1993)                                      |
| 1996 | Иван Черепнин        | Двойной концерт для скрипки и виолончели с оркестром (1995)                 |
| 1997 | Саймон Бейнбридж     | Ad Ora Incerta — Четыре песни на стихи Примо Леви (1994)                    |
| 1998 | Тань Дунь            | Опера «Марко Поло» (1995)                                                   |
| 1999 | не присуждалась      | не присуждалась                                                             |
| 2000 | Томас Адес           | «Убежища» (англ. Asyla; 1997)                                               |
| 2001 | Пьер Булез           | Sur Incises для трёх фортепиано, трёх арф и трёх ударных (1996—1998)        |
| 2002 | Аарон Джей Кернис    | «Цветные поля» для виолончели с оркестром (1994)                            |
| 2003 | Кайя Саариахо        | Опера «Любовь издалека» (2000)                                              |
| 2004 | Унсук Чин            | Концерт для скрипки с оркестром (2001)                                      |
| 2005 | Джордж Цонтакис      | Концерт № 2 для скрипки с оркестром (2003)                                  |
| 2006 | Дьёрдь Куртаг        | Кончертанте для скрипки и альта с оркестром (2003)                          |
| 2007 | Себастьян Карриер    | Static для флейты, кларнета, скрипки, виолончели и фортепиано (2003)        |
| 2008 | Питер Либерзон       | Песни Неруды (2005)                                                         |
| 2009 | Бретт Дин            | «Забытое искусство писать письма»: Концерт для скрипки с оркестром (2006)   |
| 2010 | Йорк Хёллер          | Sphären для оркестра (2001—2006)                                            |
| 2011 | Луи Андриссен        | Мультимедиа опера La Commedia (2004—2008)                                   |
| 2012 | Эса-Пекка Салонен    | Концерт для скрипки с оркестром (2008—2009)                                 |
| 2013 | Мишель ван дер Аа    | Up-Close, Концерт для виолончели с струнным ансамблем и кино (2010)         |
| 2014 | Джюро Живкович       | On the Guarding of the Heart для камерного оркестра (2011)                  |
| 2015 | Вольфганг Рим        | In-Schrift II для оркестра (2013)                                           |
| 2016 | Ханс Абрахамсен      | Let me tell you для сопрано с оркестром (2013)                              |
| 2017 | Эндрю Норман         | Симфония «Игра» (2016)                                                      |
| 2018 | Бент Сёренсен        | Остров среди города, концерт для фортепианного трио с оркестром (2014—2015) |
| 2019 | Йоэл Бонс            | Кочевники, концерт для виолончели с оркестром (2018)                        |